# Люминоскоп
Люминоскоп — прибор, устройство предназначенное для наблюдения люминесценции.
Применяется в люминесцентном анализе минералов, пищевых продуктов и т. п.

## Принцип действия
В большинстве таких устройств возбуждение люминесценции происходит в диапазоне ультрафиолета, а видимое излучение объекта наблюдается в видимом диапазоне.
Использование прибора базируется на фундаментальном свойстве люминесценции многих органических веществ и некоторых минералов светиться в ультрафиолете, причём возбуждаемое (так называемое характеристическое излучение) достаточно точно идентифицирует исследуемое вещество.
Помимо ультрафиолета, в ряде случаев применяется источник с большей длиной волны излучения (например, красный гелий-неоновый лазер с длиной волны 633 нм), а люминесценция в инфракрасном диапазоне наблюдается при помощи датчика изображения, чувствительного в ИК области.

## Устройство
В простом исполнении люминоскоп представляет собой закрытую от внешнего света камеру, в которой расположены:
- источник УФ-излучения, например, ртутная лампа;
- фильтром из стекла, не пропускающего свет видимого диапазона, но хорошо пропускающего УФ- лучи;
- лоток или кювета для образцов;
- окуляр с фильтром для наблюдения, причём фильтр не должен искажать видимые цвета, но при этом не пропускает отражённые от образца УФ-лучи, вредные для глаз;
- источник питания, корпус и другие части.

Люминоскоп может комплектоваться фото- или видеокамерой для документирования изображения.
Простейшим люминоскопом является солнечный, который используется в полевых условиях и состоит из небольшого ящика, закрытого чёрным стеклом, внутри располагается изучаемый минерал, сбоку находится отверстие для наблюдения.

## Применение
С помощью люминоскопа решаются следующие задачи:
- исследование состава жиров, масел;
- исследование бурильного раствора;
- исследование и идентификация подлинности минералов;
- исследование таких продуктов питания как мясо, молоко, творог, рыба, овощи;
- соки и вина: выявление фальсификации красных виноградных вин плодово-ягодными;
- остатки флюса или канифоли на пропаянных печатных платах;
- растворённые нефтепродукты в воде;
- капиллярные вытяжки (разновидность простейшей хроматографии);
- приборы с инфракрасной люминесценцией применяются, например, в полупроводниковой промышленности, для отбраковки пластин — подложек таких прямозонных полупроводников, как a GaAs GaP; InAs.

С помощью люминоскопа можно также проводить измерения концентрации веществ, вызывающих люминесценцию. Обычно это делается путём сравнения с образцами известных концентраций.
Данный метод применяется для растворов витаминов в фармацевтической промышленности.